# Iñaki Ochoa de Olza
Iñaki Ochoa de Olza (29. května 1967 – 23. května 2008) byl španělský horolezec. V letech 1993 až 2007 dokázal bez použití umělého kyslíku vystoupit na 12 osmitisícovek. Při pokusu o výstup na Annapurnu, svou třináctou osmitisícovku však zahynul. Ochoa de Olza se narodil ve městě Pamplona v autonomní oblasti Navarra. První pokus v Himálaji provedl už roce 1989 ve svých 22 letech na Kančendženze. Neuspěl, ale poprvé se dostal nad 8000 metrů. V roce 1993 už dokázal vystoupil na svou první osmitisícovku Čo Oju. Roku 2001 zdolal nejvyšší horu planety Mount Everest a o tři roky později i druhou nejvyšší horu K2. Na Nanga Parbat v roce 2003 vystoupil s Rakušankou Gerlinde Kaltenbrunner. Pracoval i jako horský vůdce a kameraman. Nejhodnotnější výstup se mu podařil roku 2006, když vylezl na Šišu Pangmu novou cestou a sólově. O dva roky později vystoupil na vrchol Dhaulágirí a sestoupil zpět do základního tábora během 24 hodin a stal se tak prvním španělem, kterému se podařil výstup i sestup na osmitisícovce během jediného dne. V roce 2008 se pokusil zdolat svou třináctou osmitisícovku Annapurnu. Se svými spolulezci museli vzdát pokus o výstup kvůli špatnému počasí a Ochoa dostal horskou nemoc a trpěl vysokohorským otokem plic. Ovšem špatné počasí znemožňovalo sestup a převoz do nemocnice. Ochoa zůstal ve výšce asi 7400 metrů a krátce nato zemřel ve věku 41 let.

## Úspěšné výstupy na osmitisícovky

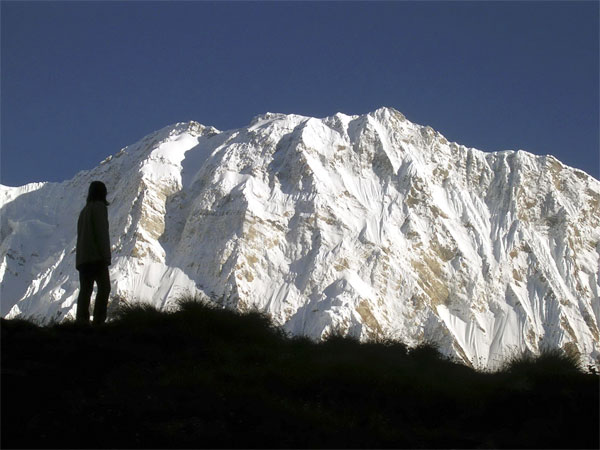
Annapurna

- 1993 Čo Oju (8,201 m) 1993
- 1996 Gašerbrum I (8,068 m) 1996
- 1996 Gašerbrum II (8,035 m) 1996
- 1999 Lhoce (8,516 m) 1999
- 2001 Mount Everest (8,848 m) 2001
- 2003 Nanga Parbat (8,125 m) 2003
- 2003 Broad Peak (8,046 m) 2003
- 2004 Makalu (8,463 m) 2004
- 2004 K2 (8,611 m) 2004
- 2006 Manáslu (8,163 m) 2006
- 2006 Shisha Pangma (8,027 m) 2006
- 2007 Dhaulágirí (8,167 m) 2007